# Fanum de Mouzon
El fanum de Mouzon es un fanum, o templo galorromano, ubicado en la localidad de Mouzon, en la región del Gran Este (Francia). El sitio fue utilizado como santuario desde el final del período galo hasta el Bajo Imperio.

## Descripción
La investigación realizada en la zona permitió identificarlo como un lugar de culto galorromano, llegando a distinguirse cuatro santuarios sucesivos: uno, marcado por agujeros de postes, anterior a la conquista romana y atribuido a los tréveros; el segundo entre la conquista y el reinado de Octavio Augusto, aún con la población local de los tréveros; el tercero, construido bajo el dominio de los remos, con un recinto que rodea una pequeña cella, una habitación para las deidades, dos pavimentos de coronas y un pavimento de grandes losas; y finalmente un cuarto santuario galorromano de la segunda mitad del siglo I, con un pavimento rectangular alrededor del templo, conectado a los pavimentos anteriores, y un períbolo con columnas jónicas. Esta continuidad histórica en el uso de este sitio, con estas construcciones y sus sucesivos desarrollos, son una de las características de este lugar, ubicado en un claro en el valle del río Mosa.

## Ubicación
El fanum está ubicado en el Bois (o bosque) des Flaviers, en el territorio de la comuna de Mouzon. El sitio está a 3 kilómetros al sureste del pueblo. Se accede por un camino local. Está en el departamento de las Ardenas, en la frontera entre este departamento de Ardenas y el del Mosa, ambas ubicadas en la anterior región administrativa de Champaña-Ardenas, que en la actualidad se engloba dentro del Gran Este francés.

## Historia
En 1966, un niño que vivía en Mouzon, que buscaba hongos en la maleza, encontró fragmentos de cerámica y un trozo de jarrón en este sitio, que mostró posteriormente a su maestro de escuela. Este descubrimiento desencadenó un interés por el terreno, llevándose a cabo diversas excavaciones científicas.
En 1970, la actualización de la cella permitió comprender la naturaleza de las construcciones. Ese mismo año se consigue profundizar más en su conocimiento gracias al descubrimiento de armas, escudos, espadas y puntas de lanza, datadas del siglo I a. C., reforzándose el interés arqueológico por el fanum de Mouzon.
Las excavaciones continuaron en las décadas de 1970 y 1980, destacando las diferentes capas de construcción y la continuidad del uso del sitio como santuario, desde el final del período galo hasta el Bajo Imperio. Fue clasificado como Monumento histórico de Francia en el año 1980.